# Rigodiadelphus arcuatus
Rigodiadelphus arcuatus är en bladmossart som beskrevs av Noguchi 1973. Rigodiadelphus arcuatus ingår i släktet Rigodiadelphus och familjen Leskeaceae. Inga underarter finns listade i Catalogue of Life.